# Bermuda Hogges
Die Bermuda Hogges sind ein Fußballverein aus Hamilton (Bermuda). Der Verein wurde 2006 gegründet und spielt in der USL Premier Development League, der dritthöchsten Liga im nordamerikanischen Fußball.

## Geschichte
Am 14. September 2006 wurde der Verein von den Fußballspielern Shaun Goater, Kyle Lightbourne und Paul Scope gegründet, um die Nationalmannschaft des britischen Überseegebietes zu stärken. Mittlerweile besteht die Nationalmannschaft Bermudas aus einem Großteil der Spieler, die bei den Hogges aktiv sind.
Von der Saison 2007 bis zur Saison 2009 spielte der Verein in der dritthöchsten amerikanischen Liga, der USL Second Division. Aufgrund des Streits zwischen den United Soccer Leagues und der neuen North American Soccer League zog sich der Verein selbst in die vierte Liga zurück.

## Spieler
- Kwame Steede (2007)
- Shaun Goater (2007–2009)
- Kyle Lightbourne (2007–2009)
- John Barry Nusum (2008, 2012)

## Trainer
- 2007–2010  Kyle Lightbourne
- 201000000  Scott Morton
- 2011–0000  Maurice Lowe

## Stadion
- 2007–2009 Bermuda National Stadium, Hamilton, Bermuda
- 2009–0000 Bermuda Athletic Association Stadium, Pembroke Parish, Bermuda

## Saisonstatistik
| Jahr | Liga                | Reg. Season | Playoffs           |
| ---- | ------------------- | ----------- | ------------------ |
| 2007 | USL Second Division | 10. Platz   | nicht qualifiziert |
| 2008 | USL Second Division | 09. Platz   | nicht qualifiziert |
| 2009 | USL Second Division | 09. Platz   | nicht qualifiziert |